# Miguel Cané (ort)
Miguel Cané är en ort i Argentina.   Den ligger i provinsen La Pampa, i den centrala delen av landet, 500 km väster om huvudstaden Buenos Aires. Miguel Cané ligger 120 meter över havet och antalet invånare är 803.
Terrängen runt Miguel Cané är mycket platt. Runt Miguel Cané är det mycket glesbefolkat, med 3 invånare per kvadratkilometer.. Närmaste större samhälle är Quemú Quemú, 12,3 km norr om Miguel Cané.
Trakten runt Miguel Cané består till största delen av jordbruksmark.